# Encyclia ceratistes
Encyclia ceratistes là một loài lan trong chi Encyclia.

## Hình ảnh

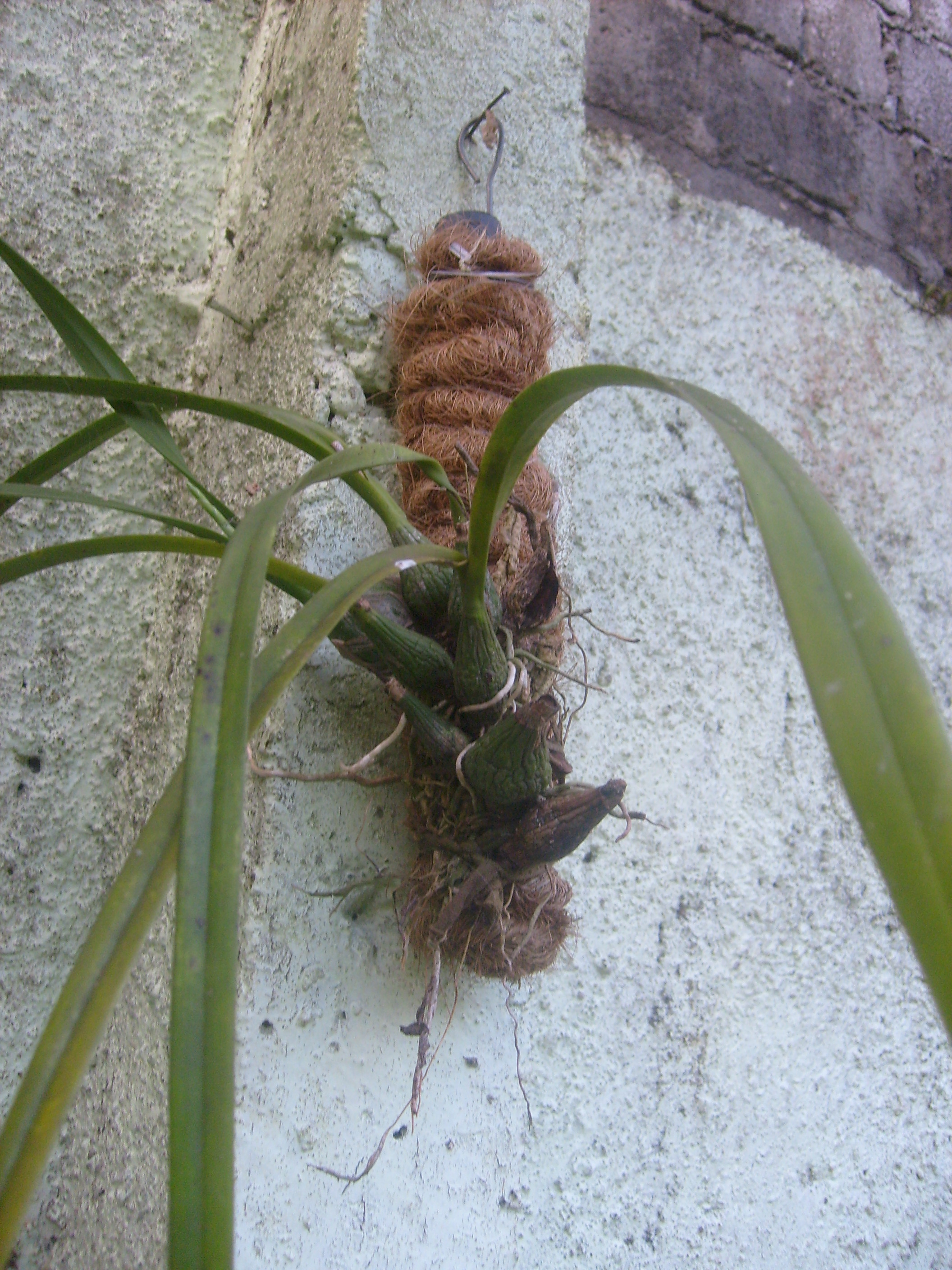
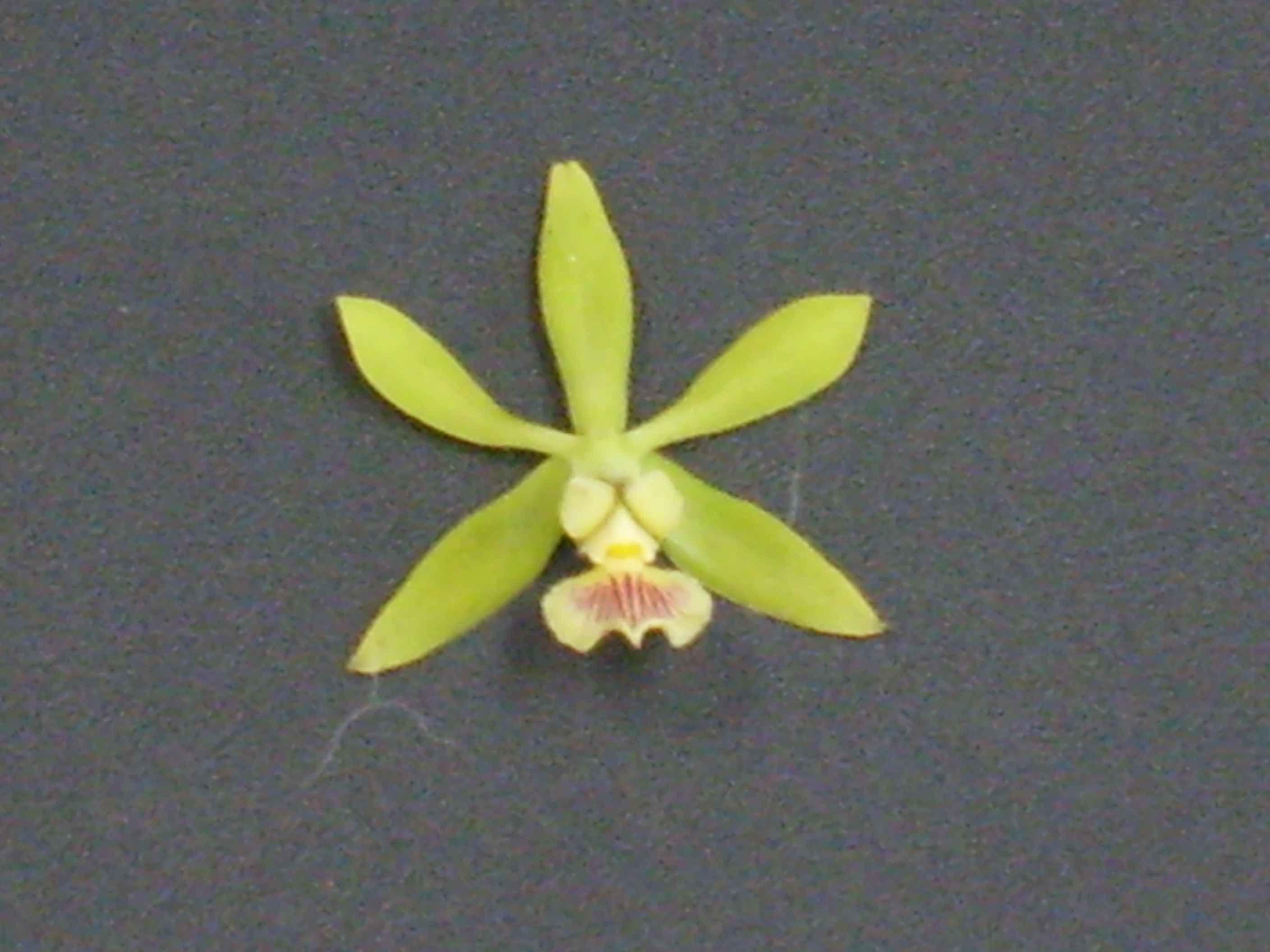
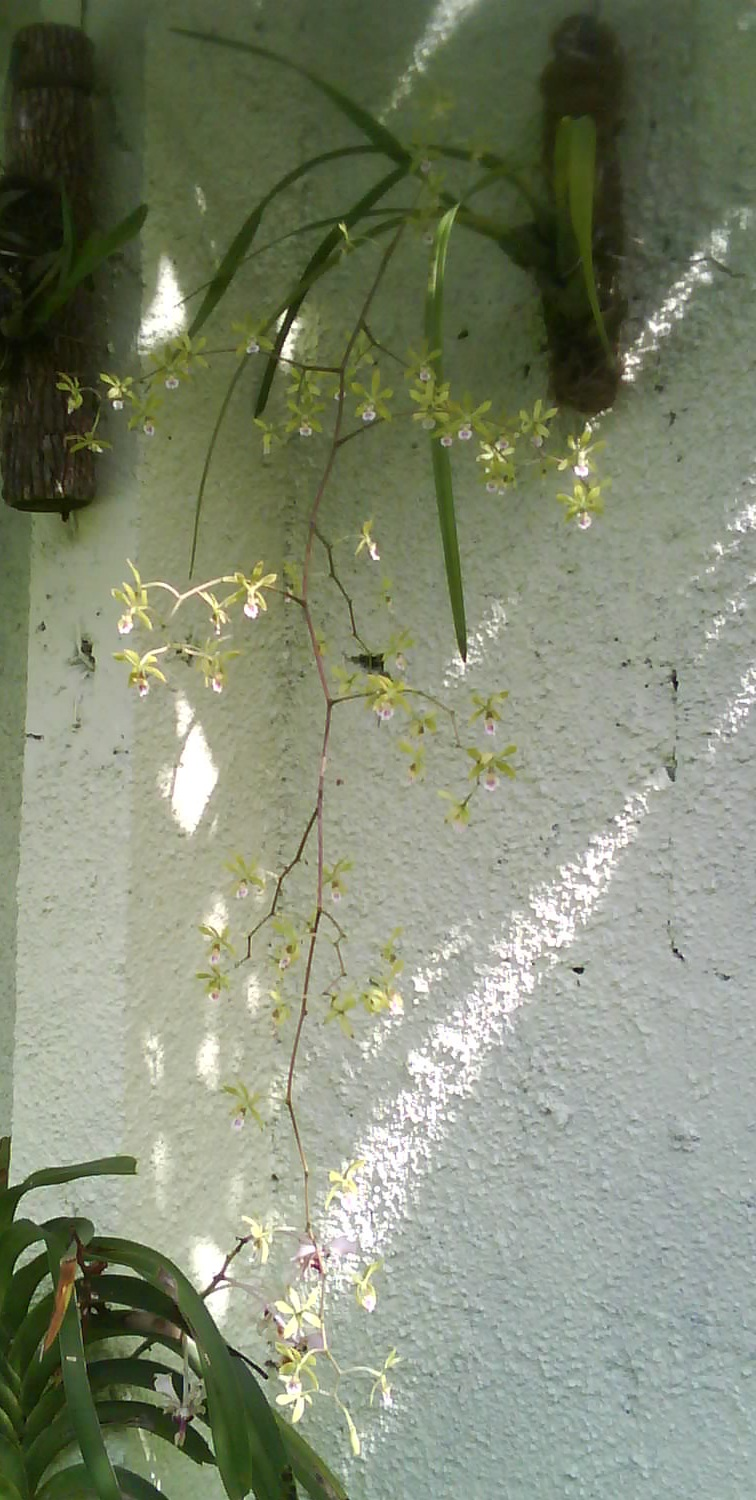